# Journal of the Atmospheric Sciences
El Journal of the Atmospheric Sciences (hasta 1962 titulado Journal of Meteorology) es una revista científica publicada por la American Meteorological Society. Abarca la investigación básica relacionada con la física, la dinámica y la química de la atmósfera de la Tierra y otros planetas, con énfasis en los aspectos cuantitativos y deductivos del tema.